# Paser (kabupaten)
Paser (indonez. Kabupaten Paser) – kabupaten w indonezyjskim Borneo Wschodnim. Jego ośrodkiem administracyjnym jest Tanah Grogot.
Paser leży od wschodu nad Cieśniną Makasarską.
W 2010 roku kabupaten ten zamieszkiwało 230 316 osób, z czego 80 182 stanowiła ludność miejska, a 150 134 ludność wiejska. Mężczyzn było 122 567, a kobiet 107 749. Średni wiek wynosił 25,45 lat.
Kabupaten ten dzieli się na 10 kecamatanów:
- Batu Engau
- Batu Sopang
- Kuaro
- Long Ikis
- Long Kali
- Muara Komam
- Muara Samu
- Pasir Belengkong
- Tanah Grogot
- Tanjung Harapan